# Alyson Dixon
Alyson Dixon (City of Sunderland, 24 settembre 1978) è una maratoneta britannica.

## Biografia
Partecipa ai mondiali di Taegu 2011, classificandosi quarantaduesima nella maratona con una prestazione di 2h50'51".
Il 14 agosto prende parte alla maratona femminile nei Giochi di Rio, disputatasi nei pressi del Sambodromo di Rio de Janeiro. Termina la competizione in ventottesima posizione con un tempo di 2h34'11", a circa dieci minuti dal podio composto da Jemima Sumgong (2h24'04"), Eunice Kirwa (2h24'13") e Mare Dibaba (2h24'30").

## Palmarès
| Anno | Manifestazione          | Sede           | Evento         | Risultato | Prestazione | Note                                     |
| ---- | ----------------------- | -------------- | -------------- | --------- | ----------- | ---------------------------------------- |
| 2011 | Mondiali                | Taegu          | Maratona       | 40ª       | 2h50'51"    |                                          |
| 2014 | Giochi del Commonwealth | Glasgow        | Maratona       | dnf       | dnf         |                                          |
| 2016 | Europei                 | Amsterdam      | Mezza maratona | 13ª       | 1h12'47"    | Miglior prestazione personale stagionale |
| 2016 | Giochi olimpici         | Rio de Janeiro | Maratona       | 28ª       | 2h34'11"    |                                          |
| 2017 | Mondiali                | Londra         | Maratona       | 18ª       | 2h31'36"    |                                          |
| 2018 | Giochi del Commonwealth | Gold Coast     | Maratona       | 6ª        | 2h38'19"    |                                          |